# John Granville (1er comte de Bath)
Pour les articles homonymes, voir John Granville.
 (mai 2019).
Si vous disposez d'ouvrages ou d'articles de référence ou si vous connaissez des sites web de qualité traitant du thème abordé ici, merci de compléter l'article en donnant les références utiles à sa vérifiabilité et en les liant à la section « Notes et références ».
John Granville (29 août 1628 – 22 août 1701), 1er comte de Bath, est un militaire et royaliste anglais.

## Biographie
John Granville traverse la guerre civile anglaise comme militaire royaliste dans le régiment de son père, Sir Bevil Grenville, héros de la guerre, avec son frère, Bernard Grenville (1631 - 1698). Créé chevalier par Charles Ier d’Angleterre pour son courage et sa bravoure, il est nommé Gentilhomme de la Chambre du Prince de Galles, futur Charles II d'Angleterre, qu'il accompagne dans son exil.
À la restauration en 1660, il est créé comte de Bath, vicomte Granville et baron Granville de Kilkhampton et baron de Bideford. Il obtient également les titres de conseiller du Conseil privé du roi (1663) et Vice-roi d'Irlande (1665), charge qu'il n'assumera pas. En revanche, il assumera les charges de Lord Lieutenant de Cornwall et de Devon, ainsi que celle de colonel de régiment.
De son mariage avec Jane Wyche, la fille de Sir Peter Wyche, il eut sept enfants, dont :
- Charles Granville (2e comte de Bath)
- Jane (†1696), épouse de Sir William Leveson-Gower (4e baronnet) Gower, dont la descendance assurera une longue tradition politique.
- Grace, comtesse Granville et vicomtesse Carteret (1715), mère du politicien John Carteret.
- John Granville (1er baron Granville) de Potheridge, tuteur de John Carteret et membre du parti Jacobite.